# 1425
Évszázadok: 14. század – 15. század – 16. század
Évtizedek: 1370-es évek – 1380-as évek – 1390-es évek – 1400-as évek – 1410-es évek – 1420-as évek – 1430-as évek – 1440-es évek – 1450-es évek – 1460-as évek – 1470-es évek
Évek: 1420 – 1421 – 1422 – 1423 –  1424 – 1425 – 1426 – 1427 – 1428 – 1429 – 1430

## Események

### Határozott dátumú események
- május 23. – V. Márton pápa megerősíti Rozgonyi Pétert ez egri püspöki székben.[1]
- július 21. – VIII. Jóannész bizánci császár trónra lépése. (1448-ig uralkodik.)
- szeptember 8. – Apja, III. Károly halála után I. Blanka és vele férje, II. János lép a navarrai trónra. (Blanka 1441-ig, II. János 1479-ig uralkodik.)
- november 12. – XIV. Benedek ellenpápa megválasztása.[2]

### Határozatlan dátumú események
- A török II. Dan helyett II. Radut ülteti a havasalföldi fejedelmi székbe.
- A Leuveni Katolikus Egyetem alapítása.
- Málta szigetén lázadás tör ki a szigetek hűbérura, Don Gonsalvo Monroy ellen. A hosszas alkudozás végén a szigetek a királyi birtok részei lesznek

## Születések
- január 5. – IV. Henrik kasztíliai király († 1474)

## Halálozások
- július 21. – II. Manuél bizánci császár (* 1350)
- szeptember 8. – III. Károly navarrai király (* 1361)